# Odruch kolanowy
Odruch kolanowy, odruch rzepkowy – odruch wyprostowania nogi w stawie kolanowym pod wpływem uderzenia w ścięgno mięśnia czworogłowego uda poniżej rzepki.
Jest to odruch rozciągowy występujący u ludzi i innych zwierząt. Uderzenie powoduje krótkie rozciągnięcie mięśnia co pobudza receptory jego wrzecion mięśniowych co z kolei powoduje skurcz mięśnia czworogłowego uda.